# Uranus orbiter and probe
Uranus orbiter and probe (tradução para português: Sonda e órbitador de Urano) é uma missão que consiste na exploração do planeta Urano, seus anéis, sua atmosfera e suas luas. Esta missão foi recomendada pela NASA em 2011 como parte do currículo científico planetário 2013–2022.
Está previsto um lançamento da sonda entre 2020 e 2023 e demorará a chegar a Urano 13 anos, com o auxílio da gravidade da Terra.[carece de fontes?]